# Mars Sakirowitsch Rafikow
Mars Sakirowitsch Rafikow (russisch Марс Заки́рович Ра́фиков; * 29. September 1933 in Begabad, Oblus Dschalal-Abad, Kirgisische ASSR (damals RSFSR), Sowjetunion; † 23. Juli 2000 in Almaty, Kasachstan) war ein sowjetischer Kosmonautenanwärter. Er gehörte zur ersten Kosmonautengruppe der Sowjetunion, schied aber aus disziplinarischen Gründen vorzeitig aus, ohne an einem Raumflug teilgenommen zu haben.

## Leben
Sein Vater starb im September 1943 an der Front, als er zehn Jahre alt war. Er lebte bis 1948, als er die 7-klassige Grundschule in Dschalal-Abad abschloss, gemeinsam mit seiner Mutter, einer Krankenschwester, und seinen beiden Geschwistern.

### Ausbildung zum Piloten
Nach der Grundschule besuchte er eine Fliegerschule in Leninabad, welche er 1951 erfolgreich abschloss. Danach begann seine spezielle Ausbildung zum Jagdflieger, welche an den Fliegerschulen in Sysran und in Borissoglebsk erfolgte. Ab dem 18. April 1956 diente er gemeinsam mit seinen späteren Kameraden der Kosmonautengruppe Filatjew und Warlamow als Kampfpilot in der Luftverteidigung.

### Auswahl und Ausbildung zum Kosmonauten
Als die Sowjetunion ab August 1959 Militärpiloten suchte, um sie zu Raumfahrern auszubilden, kam Rafikow in die engere Wahl und wurde am 28. April 1960 in die Gruppe aufgenommen. Ab dem 17. Juni war dann die Erste Kosmonautengruppe der Sowjetunion, welche 20 Kandidaten umfasste, komplett. Am 30. Juni 1960 wurde er zum Hauptmann befördert. Seine Grundausbildung schloss er am 3. April 1961 mit dem Examen ab. Rafikow gehörte jedoch nicht zu den sechs Anwärtern, die zuerst für das Wostok-Raumschiff ausgebildet werden sollten. Am 16. Dezember 1961 erhielt er den (nicht offiziell zu tragenden) Titel eines Kosmonauten verliehen. Neben seiner Kosmonautenausbildung studierte er zwischen September 1961 und März 1962 an der Militärakademie für Ingenieure der Luftstreitkräfte „Prof. N. J. Schukowski“, ohne diese Ausbildung jedoch abzuschließen. Rafikow bekam auf Grund seines Verhaltens in der Freizeit (Alkoholmissbrauch, anmaßendes Auftreten, Ruf als Frauenheld, körperliche Gewalt gegenüber seiner Ehefrau wegen deren Scheidungsabsicht) erhebliche Probleme. In seiner Stellungnahme während des Disziplinarverfahrens gab er an, sich nicht anders als Gagarin und Titow verhalten zu haben, denen daraus keine Konsequenzen erwuchsen. Daneben wolle er weiter in seiner Familie (er hatte zu diesem Zeitpunkt bereits einen 5-jährigen Sohn) leben und verneinte Scheidungsabsichten. Er wurde mit Wirkung vom 24. März 1962 aus der Kosmonautengruppe ausgeschlossen.

### Weitere Karriere
Rafikow diente ab dem 10. April 1962 wieder als Pilot der sowjetischen Luftstreitkräfte. Er erreichte 1970 seinen höchsten Dienstrang eines Majors und 1973 die Qualifikation als Militärflieger 1. Klasse. Während seiner militärischen Pilotenlaufbahn erwarb er Lizenzen für die Flugzeugtypen Jakowlew Jak-11 und Jak-18, Mikojan-Gurewitsch MiG-17 und MiG-27 sowie für die Suchoi Su-7BKL. Im Jahre 1978 verlor er seine Flugtauglichkeit, fand aber vorerst weiter Verwendung bei Stabsaufgaben in Luftwaffeneinheiten. Später war er aktiver Teilnehmer am Afghanistankrieg. So koordinierte er ab 1980 als Kontaktoffizier bei einem Infanteriebataillon vom Boden aus Einsätze von Luftwaffenkräften. Am 7. Januar 1982 wurde er in die Reserve versetzt. Danach lebte und arbeitete er in Almaty u. a. als Ausbilder für Segelflug bei der DOSAAF.

## Privates
Rafikow war insgesamt dreimal verheiratet und hat aus diesen Ehen einen Sohn Igor (* 1956) und eine Tochter Elmira (* 1965). Er war begeisterter Segelflieger. Am 21. Juli 2000 verstarb Rafikow an den Folgen eines Herzinfarktes. Er wurde auf dem Friedhof des kasachischen Dorfes Burunday, Region Almaty, begraben.

## Auszeichnungen
- Orden des Roten Sterns (zweifach: 17. Juni 1961 für die Teilnahme an der Vorbereitung des ersten bemannten Raumflugs und 1980 für die Teilnahme am Afghanistankrieg)